# Sophie-Laurence Roy
Pour les articles homonymes, voir Roy.
Sophie-Laurence Roy ([sɔfi lɔʁɑ̃s ʁwa]), née le 23 décembre 1955 à Paris (France), est une avocate et femme politique française. Elle est députée de la 2e circonscription de l'Yonne depuis le 8 juillet 2024.

## Parcours politique
Jeune avocate au barreau de Bobigny, elle est candidate aux élections législatives de 1981 dans la 30e circonscription de Paris sous l'étiquette divers droite. Elle termine 7e sur huit candidats avec 1,67 % des voix.
Elle siège en tant qu'élue d'opposition au conseil municipal de Flogny-la-Chapelle depuis 2020.
Le soir des élections européennes de 2024, Sophie-Laurence Roy décide de se lancer dans la course des élections législatives à la suite de l'annonce de l'union des droites par Éric Ciotti. Elle est élue députée de la deuxième circonscription de l'Yonne avec 50,42 % des voix face au député sortant André Villiers, et siège pour la première fois à l'Assemblée nationale au sein du groupe Rassemblement national.

## Élections législatives
| Année | Parti | Parti         | Circonscription | 1er tour | 1er tour | 1er tour | 2e tour | 2e tour | 2e tour |
| Année | Parti | Parti         | Circonscription | %        | voix     | Issue    | %       | voix    | Issue   |
| ----- | ----- | ------------- | --------------- | -------- | -------- | -------- | ------- | ------- | ------- |
| 1981  |       | Divers droite | 30e de Paris    | 1,67     | 440      | 7e       |         |         |         |
| 2024  |       | RAD           | 2e de l'Yonne   | 44,51    | 20 997   | 1re      | 50,42   | 23 736  | élue    |

## Détail des mandats et fonctions

### À l’Assemblée nationale
- Depuis le 8 juillet 2024 : députée de la 2e circonscription de l'Yonne.

### Au niveau local
- Depuis 2020 : Conseillère municipale de Flogny-la-Chapelle.